# تروسکاوکا، وئیودشیپ ماسویان
تروسکاوکا، وئیودشیپ ماسویان (به لاتین: Truskawka, Masovian Voivodeship) یک منطقهٔ مسکونی در لهستان است که در Gmina Czosnów واقع شده‌است.

## خصوصیات
تروسکاوکا ۱۴۰ نفر جمعیت دارد.